# Solenopsis mameti
Solenopsis mameti es una especie de hormiga del género Solenopsis, subfamilia Myrmicinae.

## Distribución
Esta especie se encuentra en Comoras, Madagascar, Mauricio y La Reunión.